# Vlasta Ramljak
Vlasta Ramljak (Osijek, 5. svibnja 1960.) je hrvatska kazališna, televizijska i filmska glumica.

## Životopis
Jedna od dvadeset potpisnika pisma upućenog zagrebačkom gradonačelniku Milanu Bandiću, u kojemu izražavaju svoju zabrinutost imenovanjem Zlatka Hasanbegovića članom Kazališnog vijeća HNK Zagreb.

## Filmografija

### Televizijske uloge
- "Kumovi" kao Danica Turudić (2022. – danas)
- "Bogu iza nogu" kao gđa. Marica Lulić (2021.)
- "Drugo ime ljubavi" kao Julija Krpan (2019.-2020.)
- "Kud puklo da puklo" kao Lidija Božić (2015.-2016.)
- "Larin izbor" kao Tamara Krstulović (2013.)
- "Stipe u gostima" kao Zdenka (2013.)
- "Dolina sunca" kao Adela Vitezović (2009. – 2010.)
- "Zauvijek susjedi" kao Ivona (2008.)
- "Ponos Ratkajevih" kao Mara Žunec (2007. – 2008.)
- "Obični ljudi" kao Vera Dragan (2006. – 2007.)
- "Zabranjena ljubav" kao Marija Filipović (2006.)
- "Obiteljska stvar" kao Velina (1998.)

### Filmske uloge
- "Božji gnjev" kao Ilijina majka (2024.)
- "Otac" (kratki film) kao Vlatka (2017.)
- "Holly" (kratki film) kao Ksenija (2013.)
- "Sonja i bik" kao Antina majka (2012.)
- "Lea i Darija" kao Maja Strozzi (2011.)
- "Posebna vožnja" (1995.)
- "Put u raj" kao Amalija (1985.)
- "Medeni jesec" (1983.)

## Vanjske poveznice
- Vlasta Ramljak u internetskoj bazi filmova IMDb-u (engl.)
- Stranica na HNK.hr  Arhivirana inačica izvorne stranice od 15. studenoga 2009. (Wayback Machine)